# Lista över motorsporttermer
Det här är en lista över motorsporttermer och uttryck. Observera att listan inte innehåller dragracing-, båtsport- och snöskotersporttermer.

## 0–9
- 107%-regeln — en regel som innebär att förare som satt en kvaltid som är långsammare än 107 procent av pole position-tiden, inte får ställa upp i racet. Den användes tidigare i Formel 1, men togs sedan bort när startfältet minskade. Från och med säsongen 2011 återinfördes den dock.

## A

Illustration med apex utmärkt.

- Antispinnsystem (engelska: Traction control) — ett datoriserat system som upptäcker om bilen är på väg att tappa bakvagnen, det vill säga på väg att spinna runt. Om så är fallet ökas hjulens kraft automatiskt, vilket styr upp bilen igen. Detta var tillåtet i Formel 1 fram till säsongen 2008.[1]
- Apex, tangeringspunkten, — den mellersta punkten av en kurvas insida. Förarna försöker sikta in sig på den för att få så kort väg som möjligt och för att inte få en så snäv kurva, vilket sänker hastigheten.[1] Se även Tangent (matematik).
- Armcoräcke — ett metallstängsel som omger racerbanorna. Dessa är bland annat till för att bilarna inte ska flyga upp bland åskådarna vid krascher.[2]
- Avåkningszon (engelska: Run-off area) — en asfalterad yta vid sidan av banan, vilken förarna kan använda om de skulle komma utanför banan, istället för att krascha in i en mur.

## B
- Bankvarv — ett varv som sätts tidigt i en kvalrunda utifall man inte kan sätta ett senare exempelvis vid risk för regn. Dessa är ofta långsammare än vanliga varv på grund av låg temperatur i asfalten.[3]
- Bargeboard — "plattor" som sitter mellan framhjulen och början av sidepoden på en formelbil, för att jämna ut luftmotståndet.[1]
- Blistering — när ett däck "bryts" sönder på grund av överhettning. Orsaken till blistering är oftast ett felaktigt val av gummiblandning (exempelvis ett för mjukt däck) eller för högt lufttryck i däcken.[1]
- Blåflagg — vinkas till en förare som är på väg att bli varvad i ett race, för att denne ska hålla undan och släppa förbi bakomvarande bil. Under kvalificering kan den vinkas till bilar som inte är ute på ett flygande varv, för att de ska hålla undan för snabbare bilar.
- "Bromsa på sig" — betyder att en förare bromsar för sent och glider ut långt i en kurva, och på så sätt tappar tid och eventuellt placeringar. Upplåsning av hjul är vanligt.
- "Bromsa sig förbi" — betyder att en förare bromsar senare än sin konkurrent, men ändå inte för sent, in i en kurva och på så sätt kan ta sig förbi.
- Bromsbalans (engelska: Brake balance) — ett reglage i formelbilars cockpit, som gör att föraren kan ställa in hur mycket bromsarna skall ta på fram- respektive bakdäcken i jämförelse med varandra.[1]
- B-team — se satellitteam.

## C

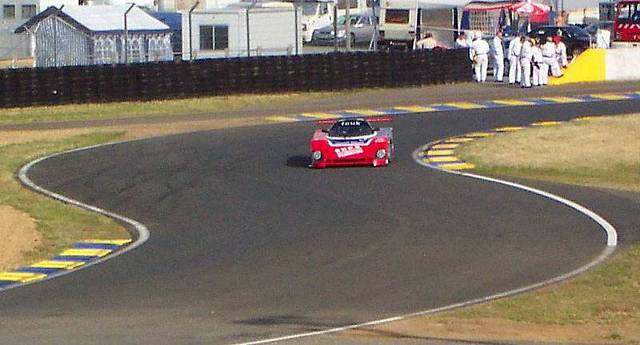
En chikan på Circuit de la Sarthe.

- Chikan (engelska: Chicane) — en långsam kurvkombination, som först svänger åt ett håll, för att sedan vända och snabbt svänga tillbaka åt andra hållet.
- Cockpit — förarens plats i en formelbil, som han eller hon kör från.[1] Cockpit är placerad i monokocken.
- Co-driver, eller kartläsare — personen som läser noterna, det vill säga den person som beskriver vägen, i en rallybil.

## D
- Dealer Team — ett team med stöd från en bilåterförsäljare, men inte av biltillverkaren. BMW Dealer Team har exempelvis inte stöd från biltillverkaren BMW, men från BMW-återförsäljare.

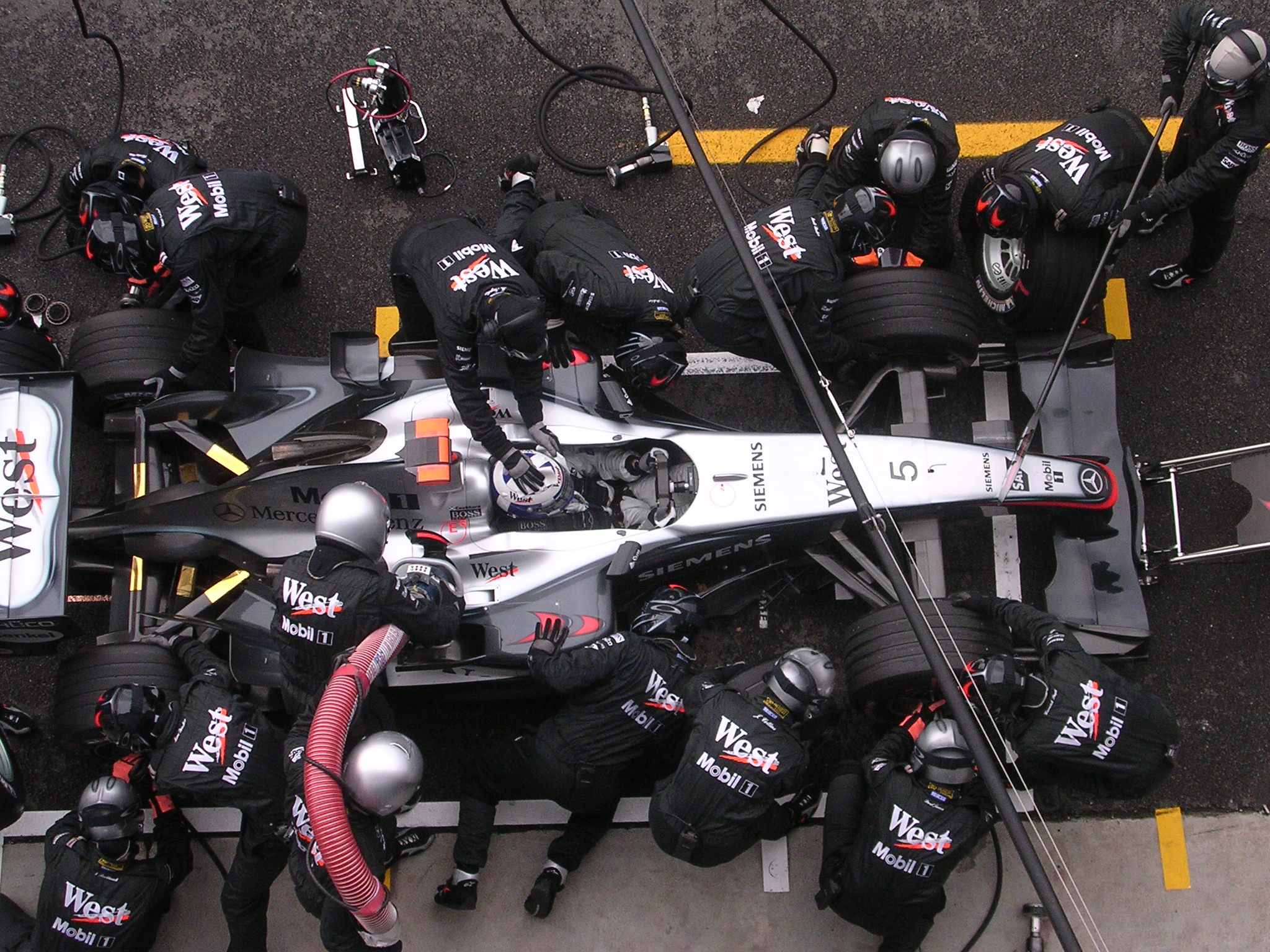
Ett depåstopp i Formel 1.

- Depå (engelska: Pits) — området vid sidan av banan, där förarna kör in under kval, tävling och träning, för däckbyte, bränslepåfyllning och eventuella reparationer. Dessa stopp kallas för depåstopp och sker genom att föraren stannar bilen utanför sitt teams depågarage. I depågaragen har teamen sina verktyg, däck, reservdelar med mera.
- Depåfönster (engelska: Pit window) — i vissa mästerskap som har obligatoriska depåstopp, måste stoppen ske inom en viss tidsperiod eller inom ett visst antal varv. Den perioden kallas "depåfönster". En förare som gör sitt depåstopp innan depåfönstret "öppnas" eller efter att det "stängt" får vanligtvis en bestraffning i form av en drive-through eller i vissa fall stop-and-go.
- Depåmur (engelska: Pit wall) — muren mellan depån och banan, som teamens ägare, chefer och ingenjörer tillbringar tävlingar och kval vid. På insidan (med ryggen mot depån) har de datorer som de kan följa bilarna på, genom TV-sändningar, livetiming, väderprognoser och telemetri. De kan då bland annat lägga upp och ändra förarnas strategi, samt bestämma när de ska komma in i depån. Teamet har därför teamradio, som de kan prata med förarna genom, ungefär som en walkie-talkie. Förarnas hörlurar och mikrofoner sitter på insidan av deras hjälmar.
- Downforce — en aerodynamisk kraft som pressar bilen mot marken, när den rör sig framåt. Den utnyttjas för att förbättra bilens traction och stabilisering genom kurvor.[1]
- Drive-through penalty — bestraffning för mindre regelbrott. Föraren måste då köra genom depågatan, med hastighetsbegränsning. Detta måste ske inom tre varv efter att bestraffningen är utdelad, och det är inte tillåtet att stanna i depån för däckbyte, bränslepåfyllning eller reparation. Om det inte följs, blir föraren diskvalificerad.
- Däckbarriär — en "mur" uppbyggd av staplade däck. Dessa bruka finnas runt banorna, utanför betongmurarna eller armcoräckena, för att dämpa eventuella krascher.
- Däckvärmare (engelska: Tyre warmer) — ett elektriskt skydd som lindas runt däcken när de inte används, för att de snabbare ska komma upp i rätt temperatur.[1] Däckvärmare är förbjudna i de flesta mästerskap, men är tillåtna i exempelvis Formel 1.

## E
- Enhetsklass (engelska: One-make series) — en tävlingsklass med bilar från samma tillverkare och av samma modell. Ett exempel på en enhetsklass är Porsche Carrera Cup, där alla förare kör med samma bilmodell. Även om alla bilar måste vara av samma modell, behöver de inte drivas av samma team. Teamen har ofta tillstånd till att göra vissa justeringar på bilarna.
- Escape road — en typ av avåkningszon som är vanlig efter långa raksträckor på framförallt stadsbanor, men även vissa permanenta racerbanor. Detta betyder att banan fortsätter en bit efter kurvan, om någon förare skulle bromsa för sent eller inte har någonstans att ta vägen i trånga situationer, istället för att köra in i en mur och förstöra bilen. Escape road används även ofta till att rulla undan stillastående bilar.
- Extravikt (engelska: Success ballast) — fås inom vissa standardvagnsklasser, då ett team, förare eller bilmärke är framgångsrikt. De mest framgångsrika teamen, förarna eller bilmärkena belastas då med extravikter i bilarna, för att göra tävlingarna jämnare. Hur extravikterna delas ut och hur mycket skiljer mellan olika mästerskap.

## F

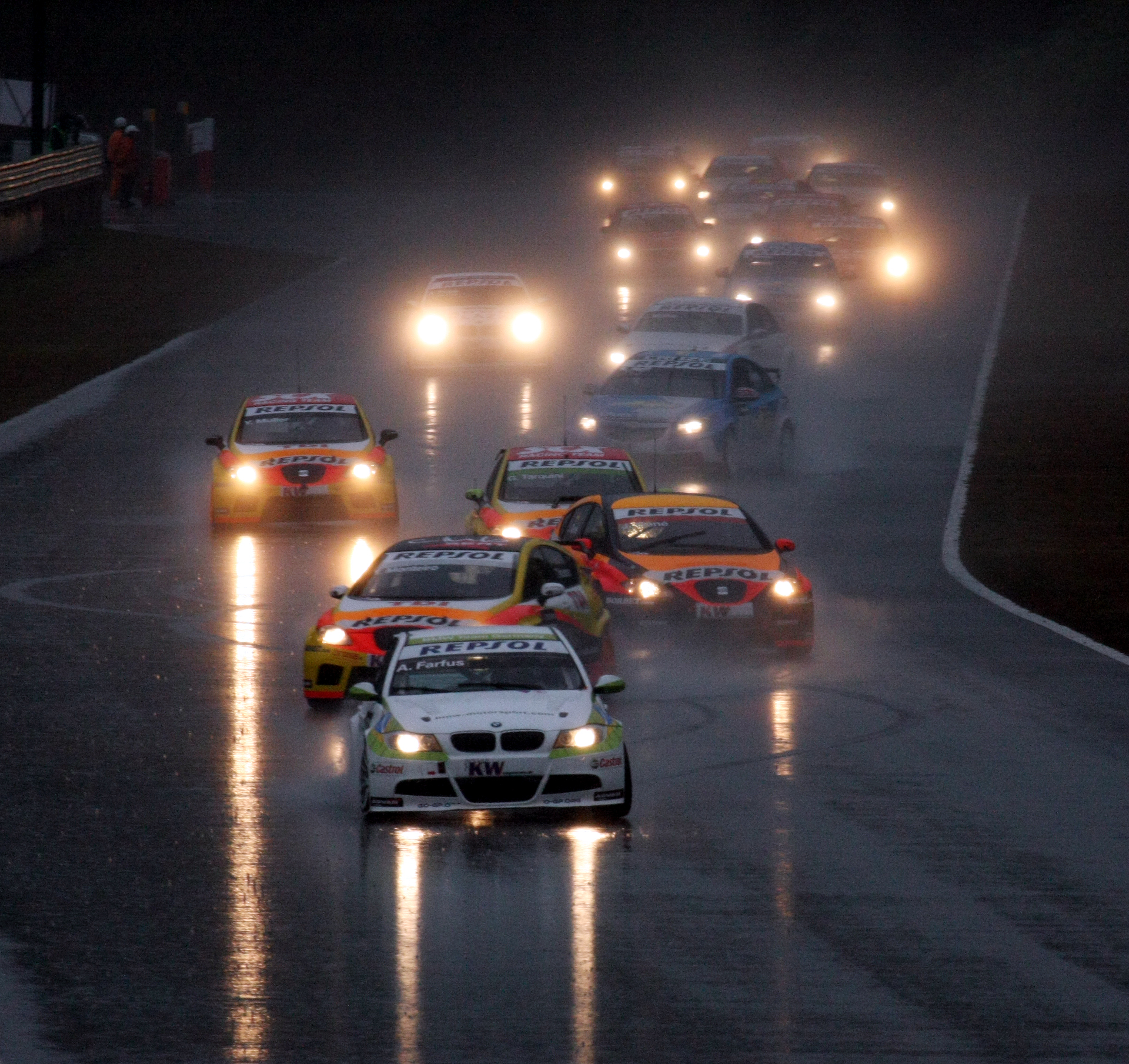
Formationsvarvet inför FIA WTCC Race of Japan 2009.

- Fabriksteam — ett team som har stöd från en biltillverkare.
- Flat spot — när ett hjul låser sig vid inbromsning och däcket slutar snurra, slits däcket ned av asfalten. Däcket blir då helt slätt på den punkten, vilket kallas för Flat spot.
- Flygande varv (engelska: Flying lap) — ett varv som startar med att föraren passerar start-/mållinjen i full fart, för att sedan köra så snabbt som möjligt varvet runt och passera start-/mållinjen igen. Termen används framförallt i kval, då en förare försöker sätta en bra tid för att förbättra sin startposition till racet.
- Formationsvarv (engelska: Formation lap) — ett varv som genomförs bakom Safety Car innan start i ett race. Förarna kan då värma däcken och testa så att allt på bilen fungerar som det skall.
- Formelbil (engelska: Open-wheel car eller Formula car) — en låg ensitsig tävlingsbil med friliggande hjul, där motorn är placerad bakom föraren. Formelbilar har inga tak, utan förarens hjälm sticker upp ur cockpit. Formelbilar har oftast vingar bak och fram, men det finns även formelbilar utan vingar, till exempel Formel Ford. Den största formelbilsklassen heter Formel 1 (engelska: Formula One).
- Fri träning (engelska: Free practice) — träningspassen inför en tävlingshelg, då förarna och teamen får testa olika inställningar på bilarna.

## G

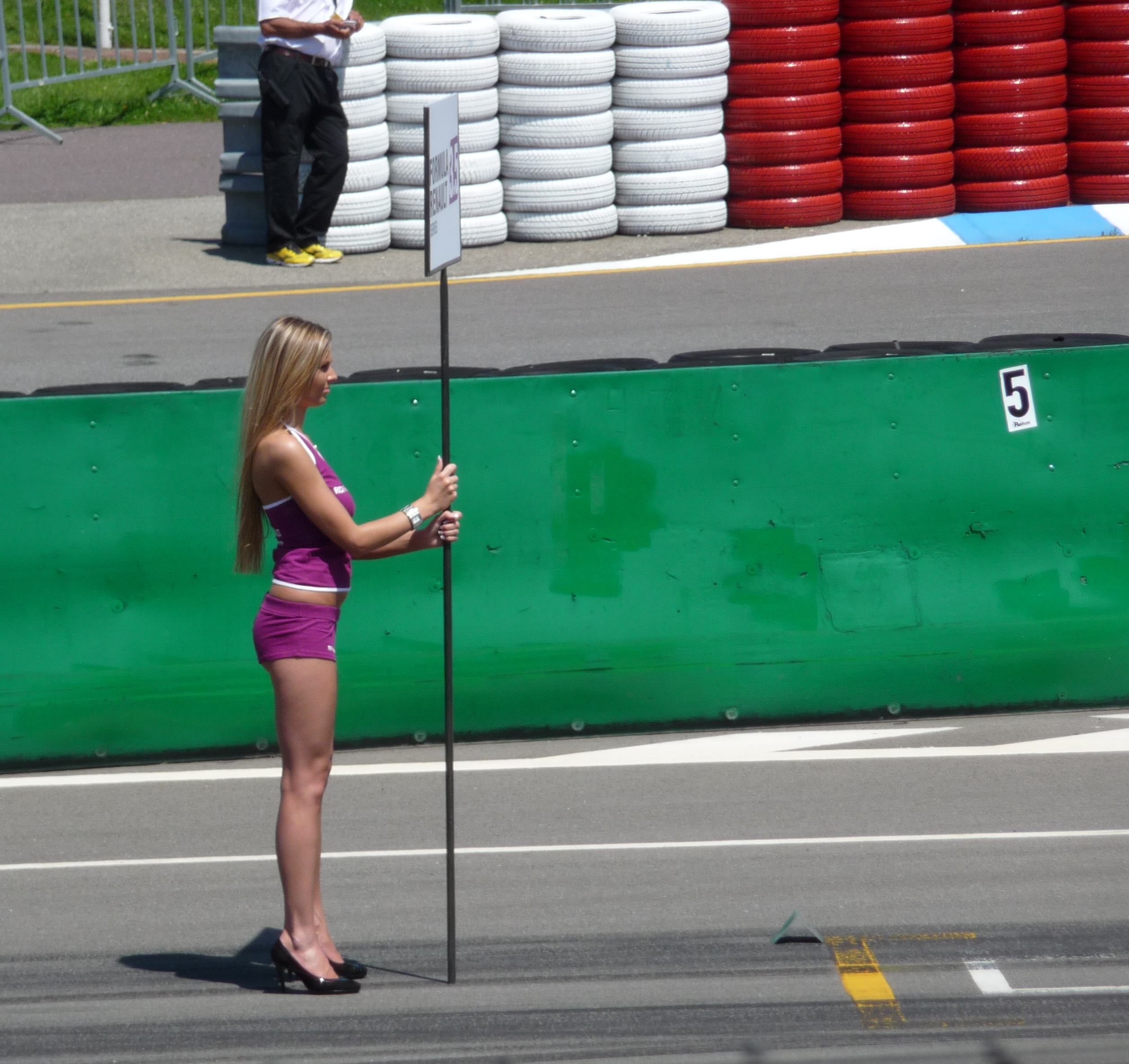
En grid girl.

- Graining — kallas det när små gummikorn lossnar från däcken. Anledningen är ofta att föraren kör med regndäck på en torr bana, eller att föraren valt en för mjuk gummiblandning. Graining leder oftast till punktering.
- Grid — se startgrid.
- Grid girls — kvinnor, ofta modeller, som står placerade på startgriden. Deras uppgift är att hålla upp skyltar, och ibland även paraplyer, med förarnas namn och nummer på, vid förarnas startpositioner.
- Grönflagg — visas vid start av ett lopp och efter en gulflaggssituation. Förarna får då börja köra i full fart igen och omkörningar blir tillåtna.
- GT — förkortning för gran turismo. Inom GT-racing tävlar man med sportbilar som främst är avsedda för racing. Exempel på GT-bilar är Ferrari F430 och Porsche 911. Världsmästerskapet heter FIA GT1 World Championship.
- Gummiblandning (engelska: Tyre compound) — en blandning av olika material som används vid tillverkningen ett däck. Ett Formel 1-däck består av mer än tio olika material, exempelvis gummi, polymerer, svavel, kol och olja. När dessa blandas kan man få fram olika hårdheter på däcken. Olika gummiblandningar och hårdheter passar bra på olika banor. En blandning som passar bra på en bana, behöver inte vara bra på en annan bana. Även om inte så mycket skiljer i ingredienserna mellan de olika gummiblandningarna, kan det ändå få en stor betydelse på bilens prestanda. Den optimala gummiblandningen skall vara hållbar, inte slitas ned så fort, och ha bra grepp, för att kunna sätta bra varvtider.[1]
- Gulflagg — visas vid hinder på banan, till exempel en krasch. Förarna måste då köra i ett lugnt tempo förbi platsen som gulflagg vinkas på och omkörningar är förbjudna. När Safety Car är på banan vinkas gula flaggor runt hela banan, samtidigt som skyltar med texten "SC" visas.

## H

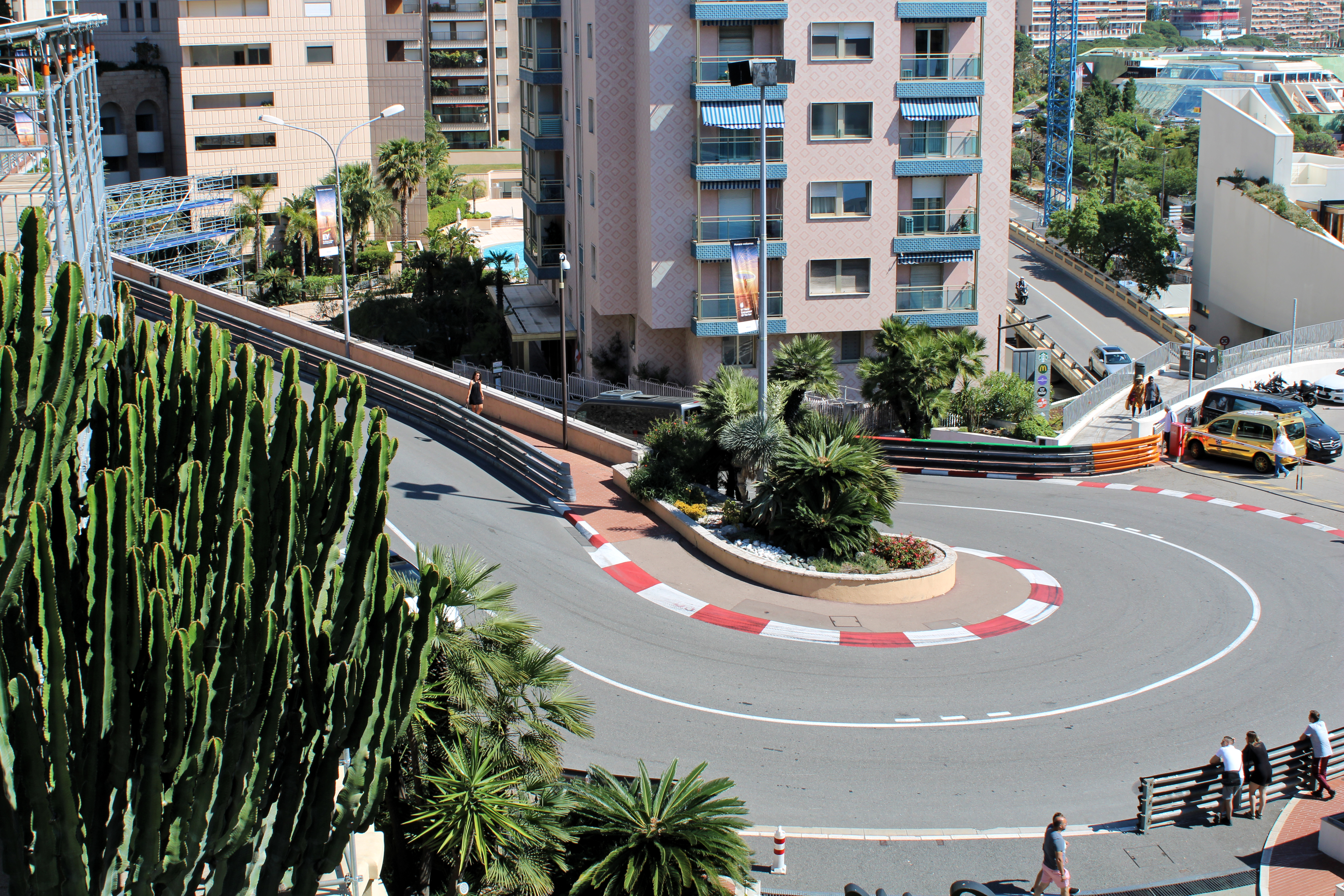
Grand Hotel Hairpin på Circuit de Monaco.

- HANS — förkortning för Head and Neck Support, är ett skydd som förarna har på nacken, för att förhindra skador på huvud och nacke under krascher. HANS är obligatoriskt i de flesta bilsportklasser.[4]
- Hat-trick — när samma förare tar pole position, sätter snabbaste varv och vinner tävlingen, under samma tävlingshelg.
- Hårnålskurva — en 180-graderskurva.

## I
- Invarv — ett varv som slutar med att föraren går i depå, utan att passera start-/mållinjen.

## K
- Kerb — upphöjda kantstenar på en racerbana. Ofta målade röda och vita.
- KERS — förkortning för Kinetic Energy Recovery System, är ett system som används i bland annat Formel 1. I Formel 1 ger det förarna 81 extra hästkrafter och används främst vid omkörningar. Detta fungerar genom att ett "batteri" samlar upp energin från bromskraften, varje gång som föraren bromsar, vilket sedan kan återanvändas för att ge de extra hästkrafterna, när föraren trycker på en knapp på ratten. Förarna kan maximalt trycka på denna knapp i 6,6 sekunder per varv.[5]

## L
- Lollipop — en skylt som en mekaniker håller framför bilen vid depåstopp. När föraren måste vara beredd på köra iväg igen, vänds skylten och visar den andra sidan, för att sedan lyftas upp när depåstoppet är klart. Personen som håller i lollipopen kallas för "Lollipopmannen".[1]

## M
- Medical Car — en bil som kommer ut på banan vid krascher. I den finns "första hjälpen"-verktyg, om någon förare skulle vara skadad.
- Monokock (engelska: Monocoque) — den största delen av en formelbil, där cockpit är placerad.[1]
- Motorsport valley — område i mellersta England med ovanligt hög koncentration företag inom motorsport.[6]
- Målflagg (engelska: Chequered flag) — vinkas vid start-/mållinjen när förarna går i mål. Alla som gått i mål, måste gå in i depån efter det varv som de är ute på. Varvade förare behöver inte köra klart de varv som de är efter, utan när segraren går i mål får samtliga förare målflagg nästa gång de passerar start-/mållinjen.

## N
- Noter (engelska: Pace notes) — en detaljerad beskrivning av en rallysträcka, vilken co-drivern läser för föraren i en rallybil.

## O
- Oljeflagg — vinkas när något halt finns på banan, till exempel olje- eller vattenspill. Förarna uppmanas då att ta det försiktig genom dessa partier.

## P
- Pace Car — se Safety Car.

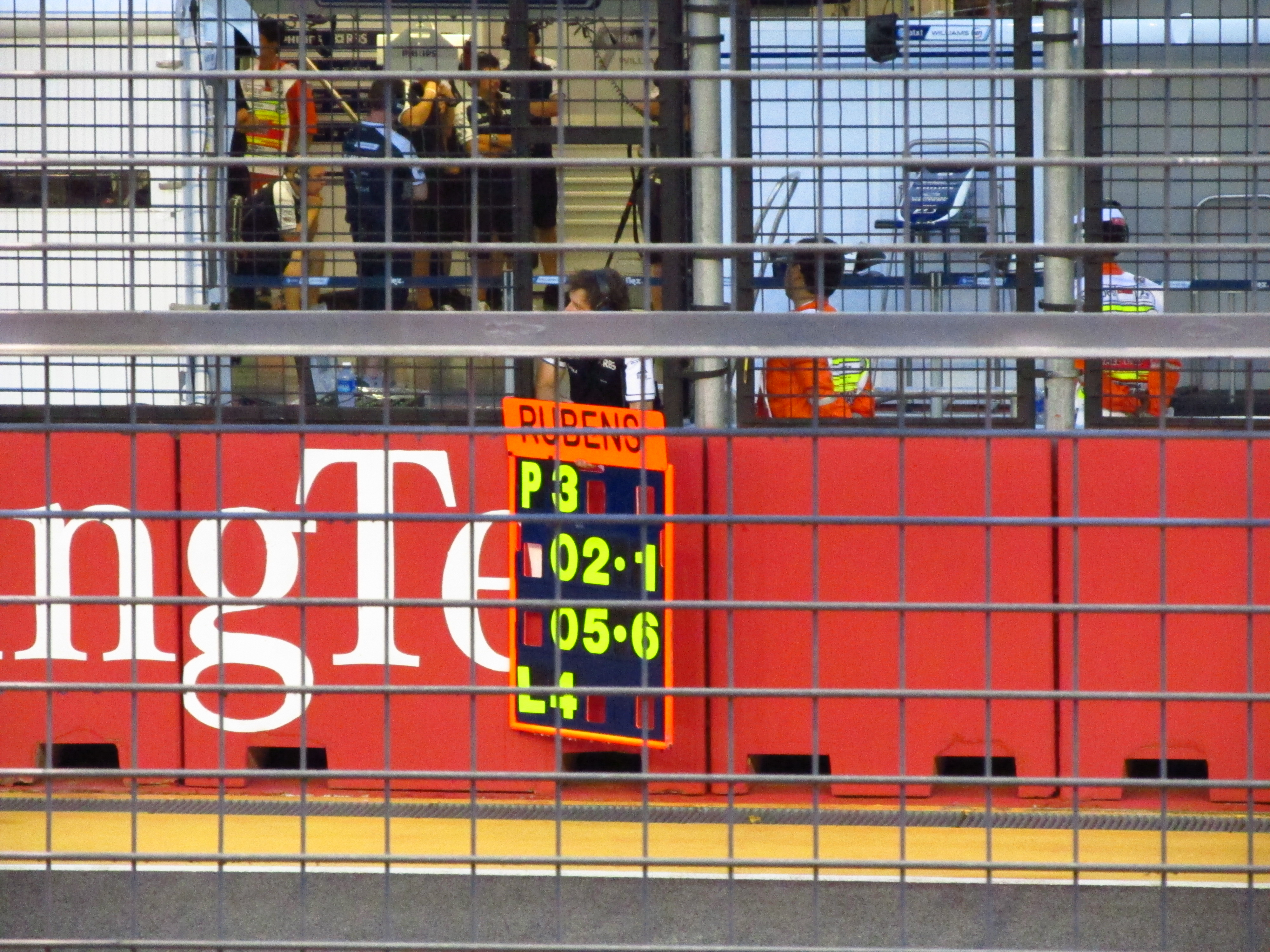
En pit board.

- Paddock — en plats som oftast är placerad bakom depån, där teamen kan ställa sina last- och husbilar. I större internationella tävlingar är denna plats oftast stängd för allmänheten, men kan vara öppen i mindre tävlingar på nationell nivå.[1]
- Parc fermé — platsen som förarna måste ställa sina bilar på efter målgång i kvalificering och race. Inga mekaniker får röra bilen, utan de ska kontrolleras av tävlingsledningen, för att se så de följer reglerna. Det är vanligt att förarna söker upp smutsiga delar av banan under sitt invarv i slutet av racet, för att samla upp grus, däckrester, med mera, på däcken, för att klara vikt- och höjdgränserna, om bilen skulle vara för lätt eller för låg.
- Pit — se Depå.
- Pitbabe — se Grid girls.
- Pit board — en tavla som förarnas team håller ut genom stängslet i depåmuren under träningar, kvalificeringar och tävlingar, för att informera förarna om deras positioner, tiden upp eller ned till nästa bil eller motorcykel och hur många varv som återstår av tävlingen. De kan även informera om föraren skall gå in i depå[1].
- Planka (engelska: Plank) — en träbit som fästs i mitten under en formelbil. När den skrapar i asfalten, slits den ned, vilket gör att man lätt kan se om bilen är för lågt ställd och behöver höjas. Det är vanligt att plankan slår i asfalten på ojämna banor, bland annat i de bankade kurvorna på Indianapolis Motor Speedway.[1]
- Pole position — den första startpositionen på startgriden. Den snabbaste föraren i kvalificeringen får pole position och kallas då ofta för polesitter.
- Privatförare (engelska: Privateer) — en förare som tävlar för ett privatägt team, vilket inte har något stöd från en bilfabrik eller bilåterförsäljare. Detta innebär inte att föraren inte tävlar professionellt, men har ofta lägre budget än fabriksteamen.
- Push-to-pass, eller Power-to-pass — ett system som används i vissa formelbilsklasser, för att förarna ska få några extra hästkrafter under en kort stund i varje tävling. Detta utnyttjas genom att föraren trycker på en knapp på sin ratt, vilket kan underlätta omkörningar, och därför öka spänningen i racen.[7] Champ Car var ett av de mästerskap som använde push-to-pass. Där fick förarna 50 extra hästkrafter i 60 sekunder per race.[8] Formel 1 använder ett liknande system, som kallas KERS.

## R
- Race incident — en incident, exempelvis en sammanstötning mellan två eller fler bilar, där inga straff utdelas av domarna. Incidenten bedöms alltså mer som en olyckshändelse, än oschyst körning från någon förares sida.
- Racing — biltävlingar på slutna asfalterade banor, som går i varv. Motorcyklarnas motsvarighet kallas roadracing. Ej att förväxla med rally.
- Rally — biltävlingar som körs över flera sträckor, från en plats till en annan. Vägarna kan ha vilket underlag som helst. Ej att förväxla med racing.
- Rally Raid — se terrängrally.
- Rekognoseringsvarv (engelska: Reconnaissance lap) — varvet som förarna lämnar depån på, innan de ställer upp sig på startgriden. Om en förare vill göra flera, måste han eller hon köra genom depån, eftersom startgriden är full av teampersonal och bilar.[1] Ej att förväxla med formationsvarv, som är varvet innan start.
- Roadracing — tävlingar för motorcyklar på asfalterade banor.
- Rödflagg — vinkas när ett race stoppas utan målgång. Används endast vid större krascher och vid okörbara väderförhållanden, exempelvis kraftigt regnfall. I vissa fall kan racen återupptas, men när den största delen av racet ändå är kört, det vill säga när endast ett fåtal varv återstår, är det vanligaste att omstart ej sker. Omstart innebär inte att racet startas om från början, utan det återupptas bakom Safety Car på det varv man var på.

## S

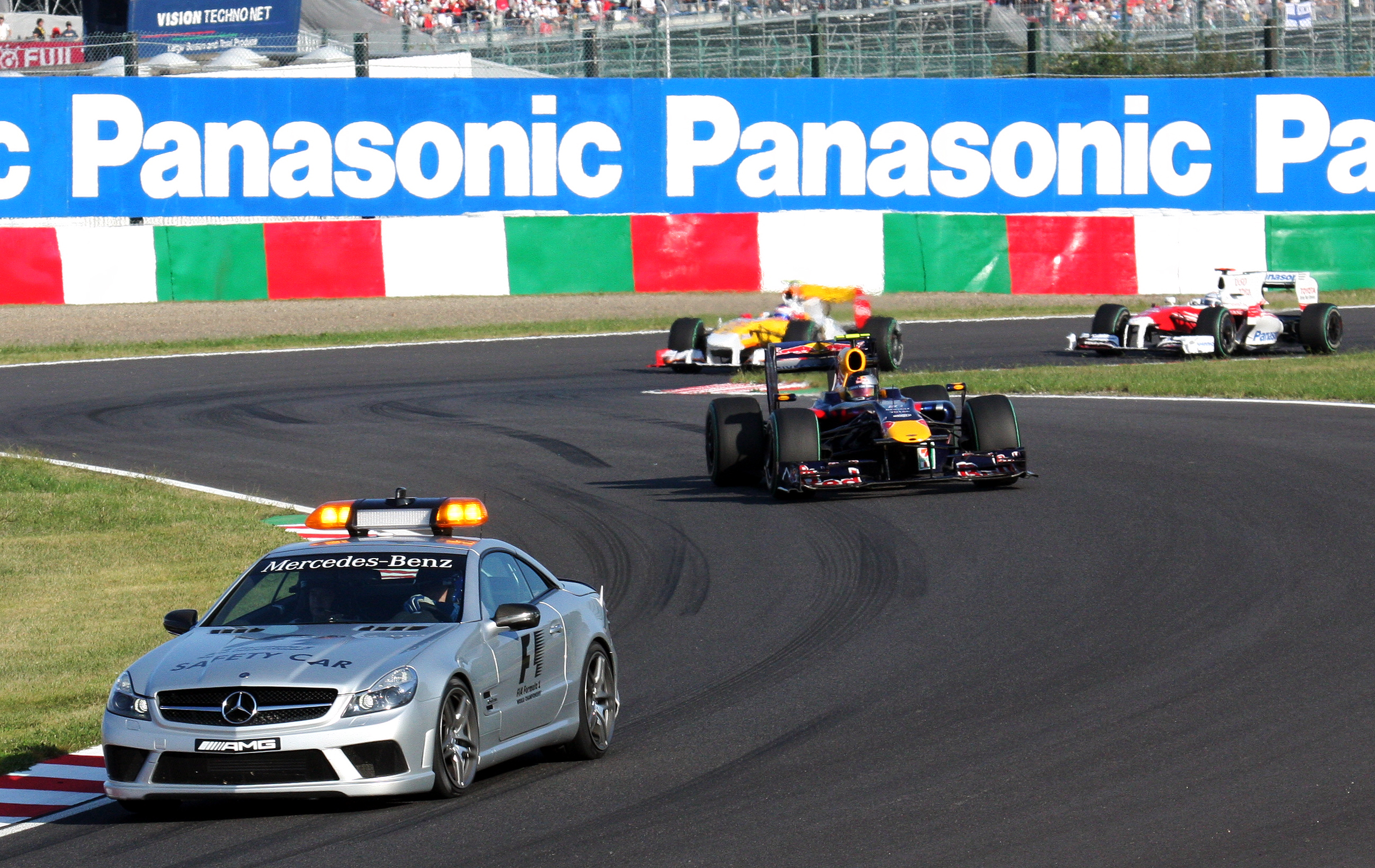
Safety Car i Japans Grand Prix 2009.

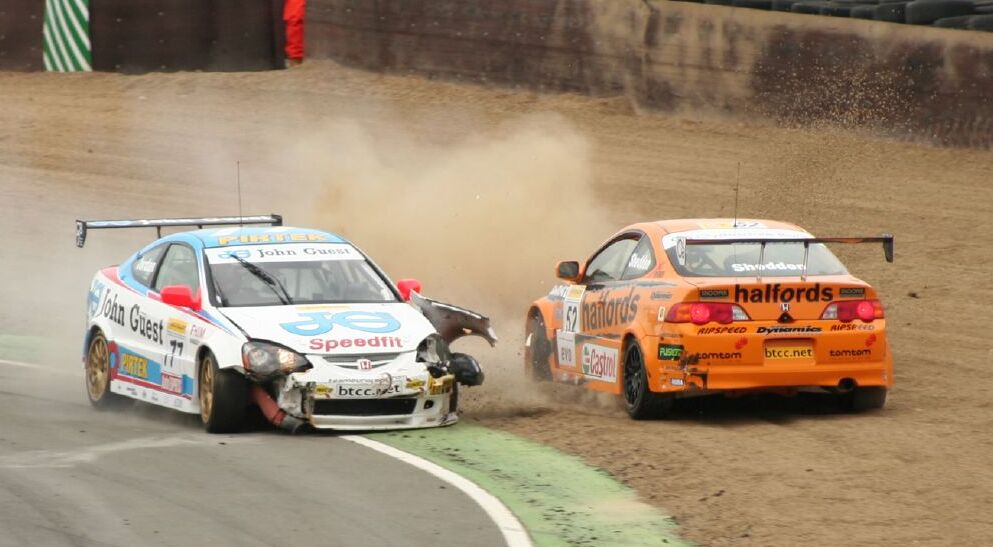
Två bilar på väg ut i sandfållan på Brands Hatch.

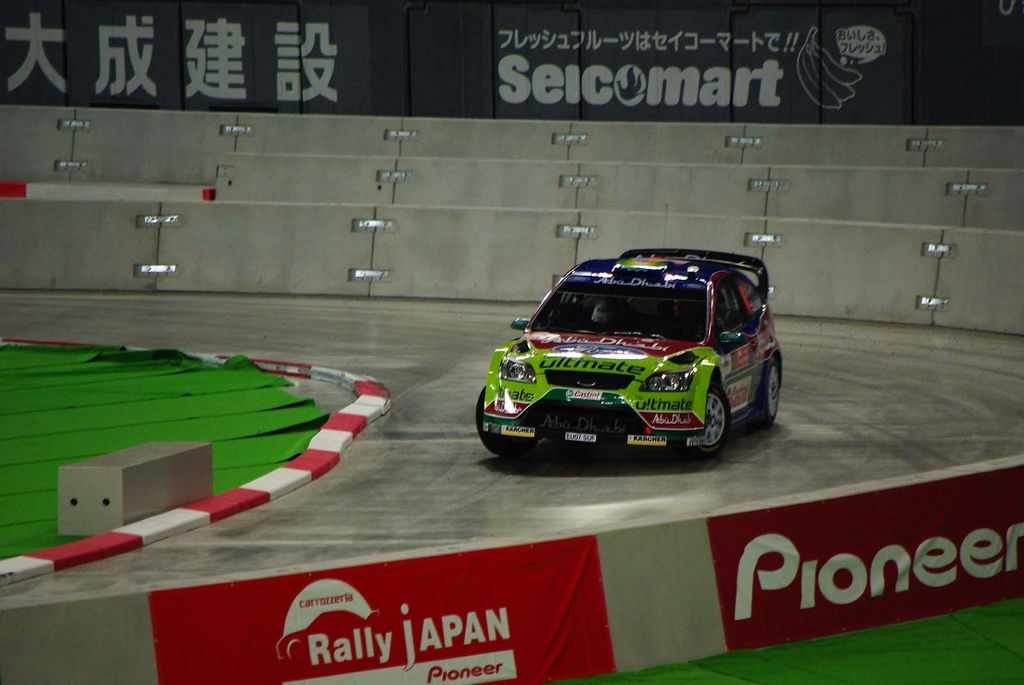
En Super Special-sträcka.

- Safety Car — en bil som kommer ut på banan vid större hinder som är farliga för funktionärerna att rensa undan när tävlingsbilar kör i full hastighet. Den samlar upp alla bilar och kör i långsamt tempo runt banan, för att funktionärerna ska kunna återställa den utan risk att bli påkörda. Safety Car kan även tas ut vid okörbara väderförhållanden, som till exempel kraftigt regnfall, i väntan på att det ska bli bättre.
- Sandfålla (engelska: Gravel trap eller Sand trap) — består av grus eller sand och brukar finnas på utsidan av kurvor, för att bromsa ned bilens hastighet vid avåkningar. På nyare racerbanor är det dock vanligt att man gör större avåkningszoner i asfalt istället för sandfållor, vilket ofta leder till att förarna kan fortsätta racet.
- Satellitteam (engelska: satellite team eller B-team) — ett team som har som mål att hitta nya, ofta unga, talanger till ett större team. Satellitteamet har då stöd av det större teamet. Ett exempel är Scuderia Toro Rosso i Formel 1, som är satellitteam till Red Bull Racing.[9] Kallas ibland även B-team.
- Sektor (engelska: Sector) — alla racerbanor är uppdelade i tre sektorer. Vid varje sektorpassering stoppas en klocka, för att team och förare ska se var de eventuellt tappar tid på konkurrenterna.
- Sidepod — aerodynamisk enhet på monokocken, som förbättrar luftflödet mellan fram- och bakhjul.
- Slicks (engelska: Slick tyre) — däck utan mönster. Slicks är den snabbaste typen av däck, på torrt underlag.
- Slipstreaming — när en bil lägger sig precis bakom en annan bil. Den bakomvarande bilen får då minskat luftmotstånd, eftersom det fångas upp av bilen framför. Det gör att den bakomvarandes hastighet ökar, och på så sätt kan passera sin motståndare framför.
- Snabbaste varv (engelska: Fastest lap) — det snabbaste varvet under en tävling. I vissa mästerskap ger snabbaste varv ett extra poäng.
- Splash and dash — ett kort depåstopp, oftast i slutet av ett race, där man endast fyller på såpass mycket bränsle att det precis räcker i mål.
- Sportvagnsprototyp (engelska: Sports prototype) — tvåsitsiga bilar med täckta hjul, en blandning av formelbilar och standardvagnar. De flesta lopp är flera timmar långa, där det största är Le Mans 24-timmars (engelska: 24 hours of Le Mans).
- Sprintrace — ett kort race utan depåstopp. Ofta mellan 15 och 30 minuter långa.
- Stall — ett annat ord för team, vilket är det som förarna tävlar för. Observera att ordet "lag" inte används inom bilsport.
- Stallorder — se teamorder.
- Standardvagn (engelska: Touring car) — bil som är baserad på vanliga personbilar. Världsmästerskapet heter World Touring Car Championship.
- Startgrid — platsen som bilarna och motorcyklarna startpositioner finns på. Starten går från startgriden.
- Stint — varven mellan depåstoppen. Tiden mellan starten till det första depåstoppet kallas den första stinten. Mellan det första och andra depåstoppet, den andra stinten, och så vidare.
- Stop-and-go penalty — bestraffning för allvarligare regelbrott. Detta innebär att föraren tvingas gå in i depå och stanna på sin depåplats och stå kvar där i tio sekunder, innan föraren släpps ut på banan igen. Mekanikerna får inte arbeta med bilen på något sätt. I depån gäller samma hastighetsbegränsning som vid ett vanligt depåstopp.
- Superpole, eller Shootout — i vissa bilsportklasser går ett antal av de snabbaste förarna i kvalet vidare till en så kallad Superpole. Dessa förare får då köra ytterligare ett kvalvarv, för att göra upp om de främsta platserna på startgriden. Resten slås ut och får starta på de positioner som de fick i det första kvalet. Superpole är inte så vanligt, men används i exempelvis Deutsche Tourenwagen Masters (DTM).
- Super Special-sträcka — en rallysträcka som körs på en temporär bana, oftast inne på en arena. Förarna kör då två och två mot varandra, vilket är mer till för att roa publiken, eftersom det ändå bara är förarnas tider som räknas. Ett liknande koncept används i Race of Champions. Skillnaden är att de där slår ut varandra i de olika heaten, och det är inte tiden som räknas.
- Svartflagg — vinkas till en förare som blivit diskvalificerad. Föraren måste då genast köra in i depån och avbryta racet.
- Säkerhetsbil — se Safety Car.

## T

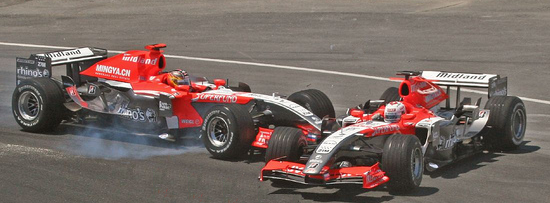
En T-bone.

- T-bone — när en bil kör in i en annan från sidan, så att bilarna ställer sig som ett T. Se bild.
- Teamorder — när en förares team ger föraren order via teamradion, att släppa förbi sin teamkamrat. Detta var länge förbjudet i Formel 1, men tilläts till säsongen 2011.
- Teamradio — ett system, liknande walkie-talkie, som gör att teamen kan prata med sina förare när de sitter i bilen.
- Tear-off strip — plastremsor som förare, som tävlar i öppna bilar, har på sina hjälmvisir. När visiret blir smutsigt kan de dra av en av dessa och på så sätt få ett rent visir.[1]
- Teknisk flagg — vinkas till en förare som har ett synligt fel, som kan skada andra fordon. Det kan till exempel vara en karossdel som hänger efter bilen. Föraren måste då gå in i depån och åtgärda problemet inom tre varv efter att han eller hon fått teknisk flagg; annars leder det till diskvalificering.
- Ten-second time penalty — se Stop-and-go penalty.
- Terrängrally (engelska: Rally raid) — tävlingar för bilar, motorcyklar och lastbilar i olika sorters terräng. Det mest kända terrängrallyt är ökenrallyt Dakarrallyt.
- Touring car — se standardvagn.
- Traction control — se antispinnsystem.

## U
- Umbrella girl — se grid girls.

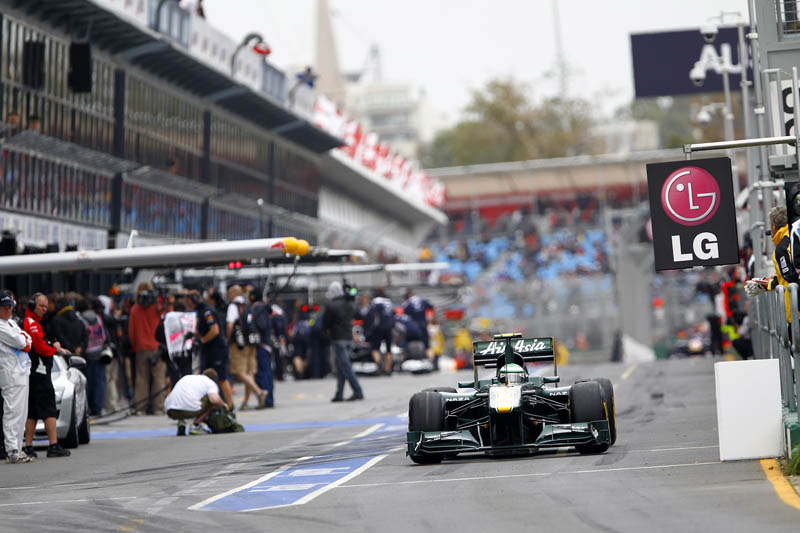
Formel 1-bil lämnar depån, på väg ut på sitt utvarv.

- Understyrning (engelska: Understeer) — när bilen har svårt att styra in i en kurva, och fortsätter rakt fram. Föraren får då svårt att tangera apex, och tvingas då ta en vid kurva.[1] Motsatsen till överstyrning.
- Undertray — ett separat golv som sätts fast på undersidan av monokocken på en formelbil eller sportvagn.[1]
- Utvarv — varvet efter ett depåstopp. På utvarvet tas ingen tid.

## V
- Varningsflagg — vinkas till förare som fått en varning av domarna. Ingen åtgärd utförs, men om föraren beter sig på ett osportsligt sätt igen, kommer han eller hon få en bestraffning.
- Vitflagg — vinkas när en långsam bil befinner sig på banan. Det kan exempelvis vara en bil med problem, som är på väg tillbaka till depån, eller ett bärgningsfordon. Inom amerikansk racing betyder vitflagg istället sista varvet.

## W
- Wet race — kan utfärdas av tävlingsledningen om det regnar mycket innan start. Alla deltagare måste då starta på regndäck, eftersom det anses vara för farligt att köra med torrdäck.
- Wishbone — bärande "armar" i en formelbils hjulupphängning.

## Ö
- Ökenrally — se terrängrally.
- Överstyrning (engelska: Oversteer) — när bilen svänger mer än vad som är möjligt in i en kurva, och då tappar bakvagnen. Detta leder till att bilen får sladd och lätt kan spinna runt. För att motverka en snurrning, kan föraren vrida ratten åt det motsatta hållet, för att styra upp bilen igen.[1] Motsatsen till understyrning.